# クルサール国際会議場・公会堂
クルサール国際会議場・公会堂 (クルサールこくさいかいぎじょう・こうかいどう、バスク語: Kursaal jauregia、スペイン語: Palacio de Congresos Kursaal、英語: Kursaal Congress Centre and Auditorium) は、スペイン・サン・セバスティアンにある複合施設。通称クルサール。設計はスペイン人建築家のホセ・ラファエル・モネオ。1999年開館。1,839席のクルサール公会堂、多目的ホール、展示場などを内包している。日本語ではサン・セバスティアン文化会議センターなどとも。
9月のサン・セバスティアン国際映画祭はクルサールを主会場としている。7月のジャサルディア（サン・セバスティアン国際ジャズフェスティバル）は多くのコンサートが建物内のホールや建物外のテラス、クルサールに隣接した浜辺で開催される。

## 歴史

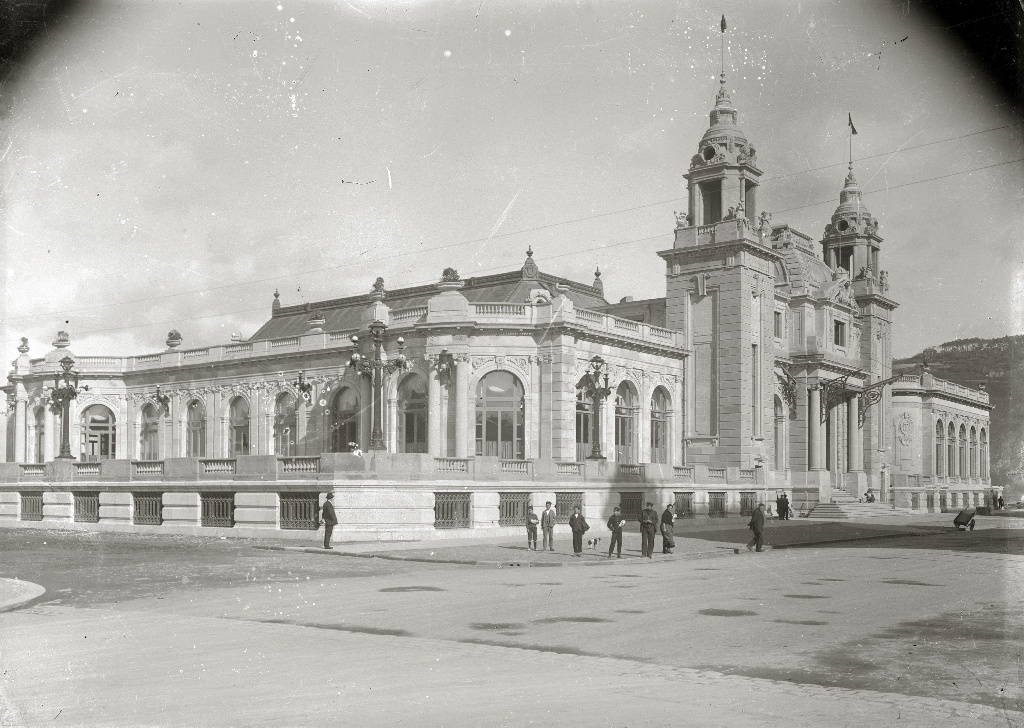
旧クルサール（1920年代）

1921年、ウルメア川河口に近接し、ラ・スリオラ海岸に面した場所に旧クルサールが建設された。旧クルサールはカジノ、レストラン、映画館、補助客室、859席の劇場を内包していたが、1973年に解体され、Kプロットと呼ばれる空き地となっていた。このような一等地にどんな建築物も存在しないのは奇妙なことだった。
旧クルサールが解体される際には代替施設建設のためのコンペが行われたが、コンペに勝利した計画はその複雑さから建設されることはなかった。1972年には新計画が提案され、何度かの修正後の1975年に建設が開始されたが、周囲壁が完成して基礎が打たれた後に建設工事は中断された。旧クルサールの土地も民間所有だったが、新クルサールの土地も民間企業に譲渡され、新クルサールを建設する目的で公共コンソーシアムが設立された。
1972年の建設計画が破棄された後、Kプロットに大規模な公会堂を建設する計画が浮上。1989年には、マリオ・ボッタ、ノーマン・フォスター、磯崎新、ホセ・ラファエル・モネオ、フアン・ナバーロ・バルデヴェーグ、ルイス・ペーニャ・ガンチェヒの6人の建築家が公会堂の建設計画を提案し、6計画のうち「浜辺に置かれたふたつの岩」をキャッチコピーとするモネオの計画が採用された。
モネオは1991年から1994年に詳細な計画を策定し、1996年に新クルサールの建設が開始された。建設期間中に建設費が増大したことから資金調達の問題が発生し、建設費の16%を支払うはずのバスク州政府が支払いを拒否した。これらの問題が解決され、建設開始から3年後の1999年に竣工した。2001年にはヨーロッパでもっとも権威ある現代建築賞であるミース・ファン・デル・ローエ賞を受賞。サン・セバスティアンの景観はフレンチスタイルの建築を特徴としており、ガラスを使用した湾曲した建物、鋭利な多面構造のクルサールの完成当初は、否定的な意見を持つ市民が多かった。
1999年8月23日に開館し、エウスカディ交響楽団とアイノア・アルテタのコンサートが行われたが、ビルバオでは同時期にビルバオ・グッゲンハイム美術館（1997年10月開館）が建設されており、建設費がクルサールの約2倍だったこともあってクルサールはグッゲンハイム美術館の陰に隠れた形となった。開館当初は市民が新施設に順応する期間が必要だったが、クルサールはサン・セバスティアンに対して経済面、観光面、文化面で良い影響を与えており、多くの市民はクルサールに感謝しクルサールの存在を支持している。

## 建築・設備

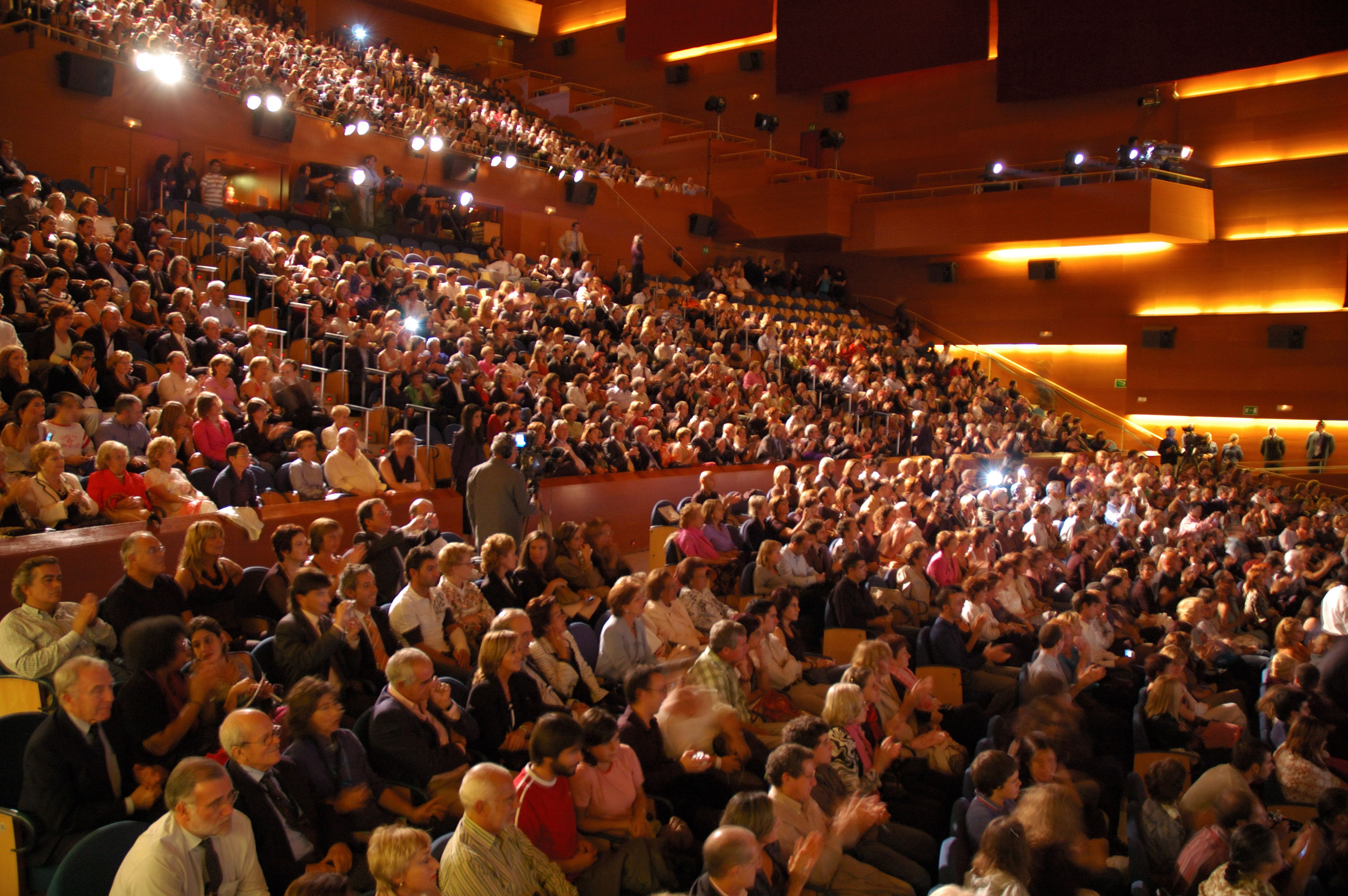
クルサール公会堂の内部

クルサールは主にふたつの巨大な多面状の「キューブ」で構成される。このふたつのキューブは二重構造となっており、半透明のダブルガラスの外壁の内側に入れ子状に公会堂やホールがある。ふたつのキューブの間には大規模な歩行空間があり、このテラスからはラ・スリオラ海岸やウルメア川河口を眺めることができる。ジャサルディア（サン・セバスティアン国際ジャズフェスティバル）のコンサートの一部や多くのイベントはこのテラスで開催される。
クルサールは、クルサール公会堂、商工会議所ホール、多目的室、展示場、クボ・ホール、ラサルテ＝オリアのレストランのオーナーシェフであるマルティン・ベラサテギがオーナーを務めるレストラン、様々なショップ（地下）、駐車場を備えている。
- クルサール公会堂

クルサール公会堂はこの複合施設最大の空間であり、ビスケー湾（大西洋）に近接している。この公会堂は1,839人を収容でき、大規模イベントのためにもっとも頻繁に使用される。オペラのオーケストラのために最前列の座席を撤去することもできる。
- 商工会議所ホール

商工会議所ホールは600席を持ち、会議や小規模なコンサートなどに使用される。
- 多目的室

多目的室は小規模な参加者向けのイベントなどに使用される。
- 展示場

展示場は住宅展示場やその他の展示会などに使用される。
- クボ・ホール

クボ・ホールはビルバオ・ビスカヤ・クチャ(BBK、貯蓄銀行)が管理している展示場である。

## ギャラリー

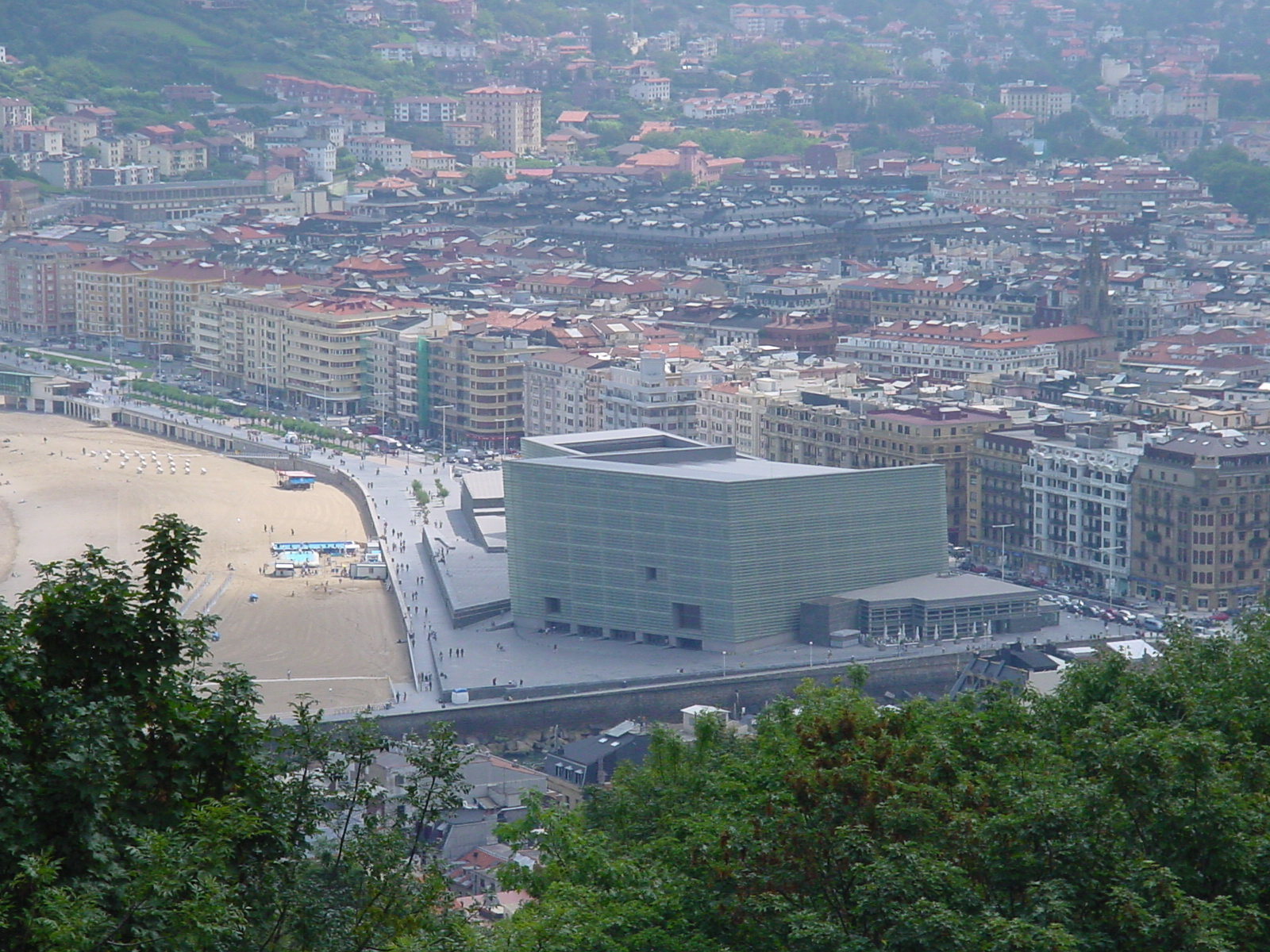
モンテ・ウルグルから見たクルサール
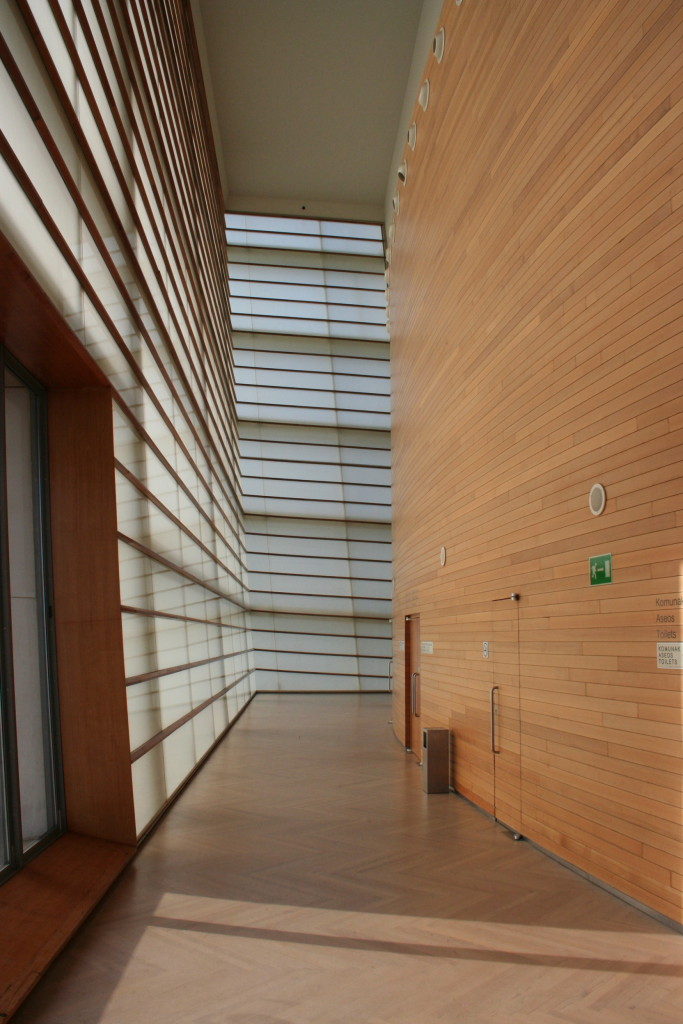
ガラスの外壁と内部の木造構造
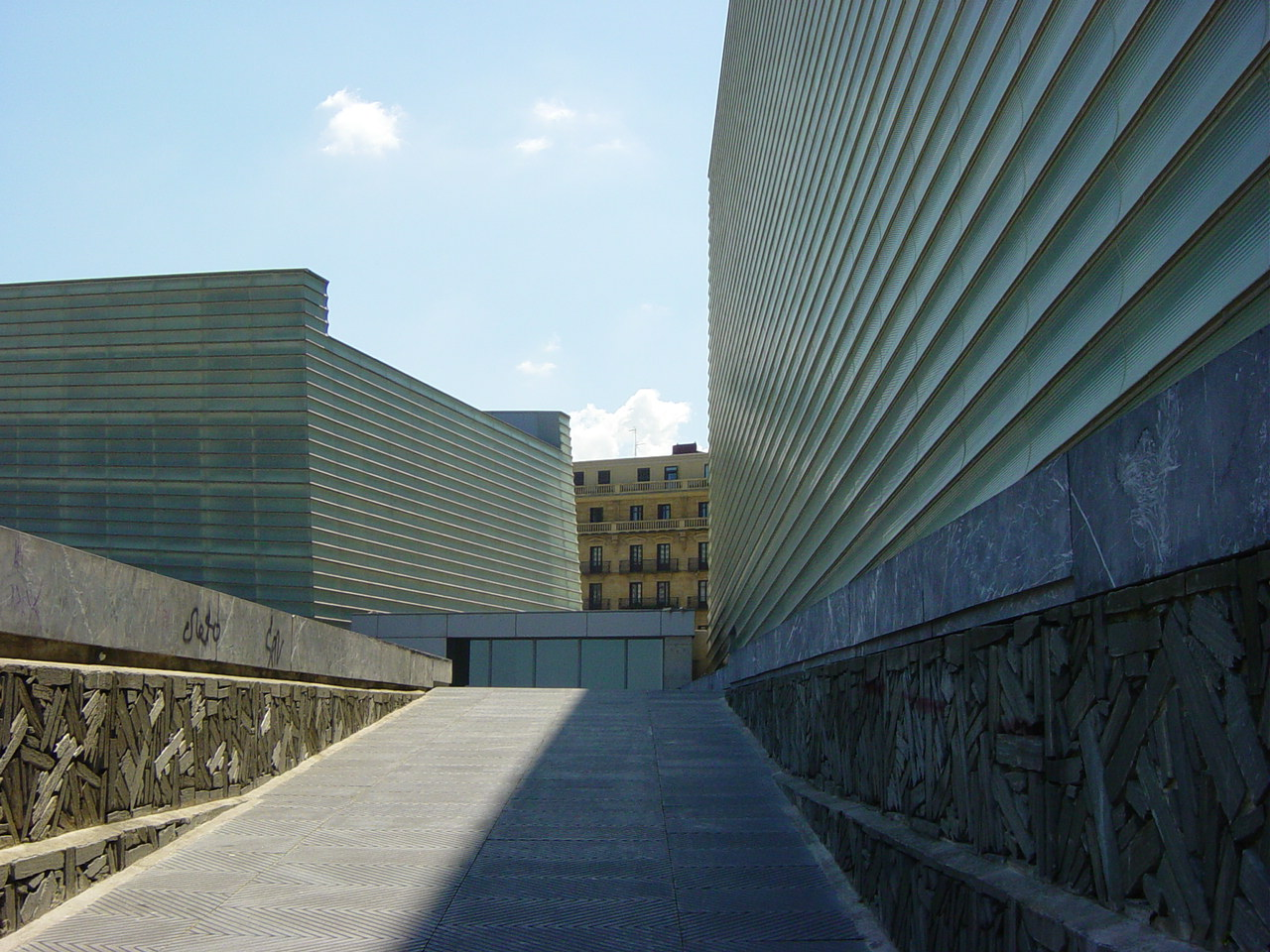
海側のテラス
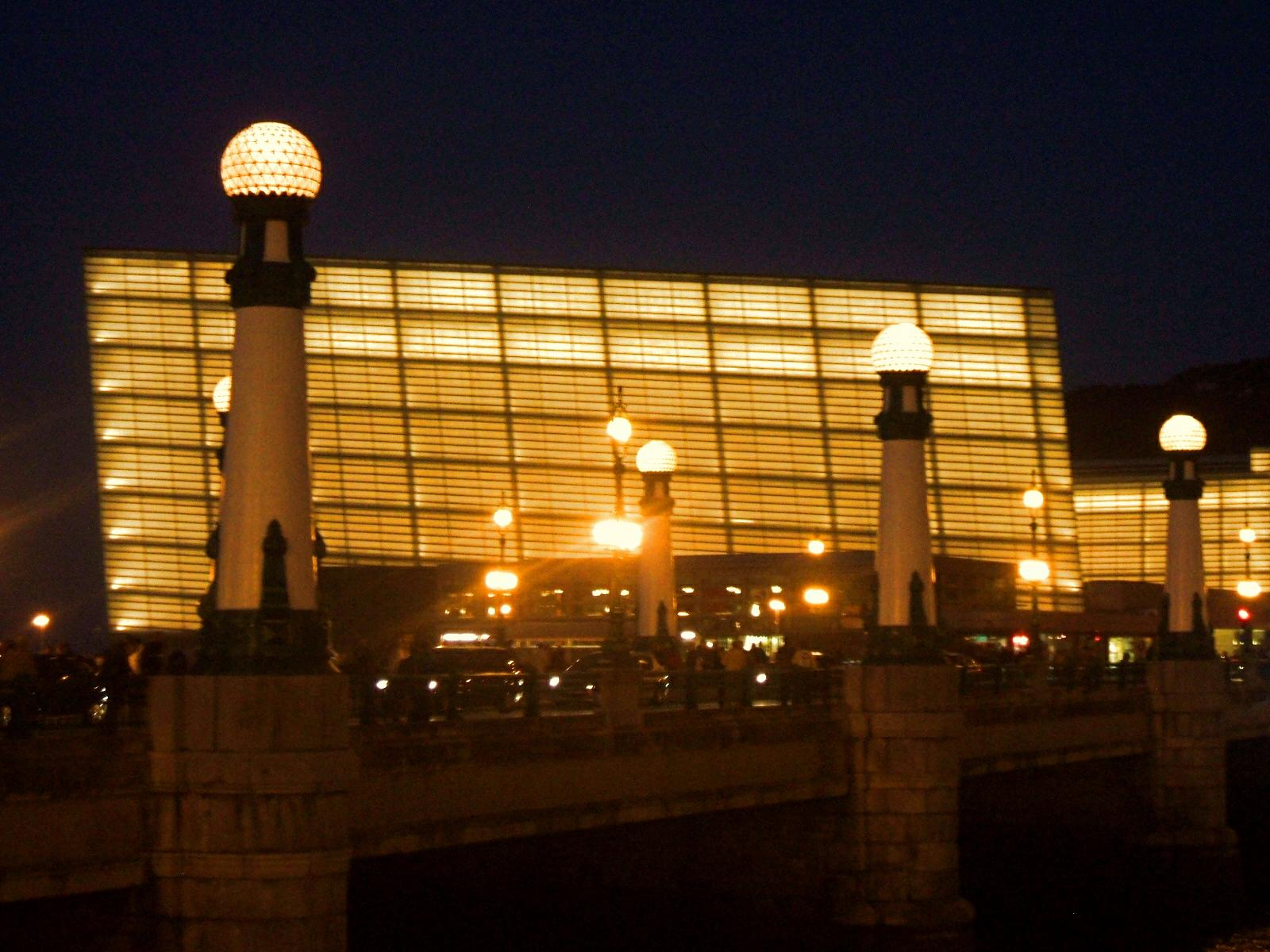
ライトアップされたクルサール
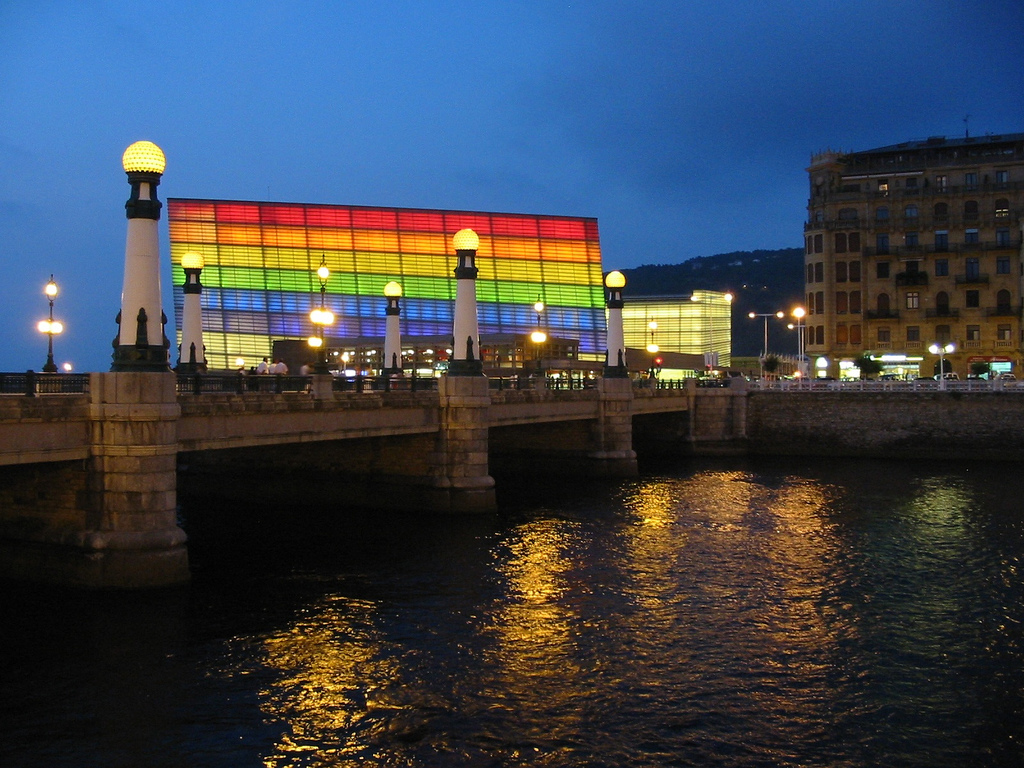
LGBT旗がライトアップされたクルサール
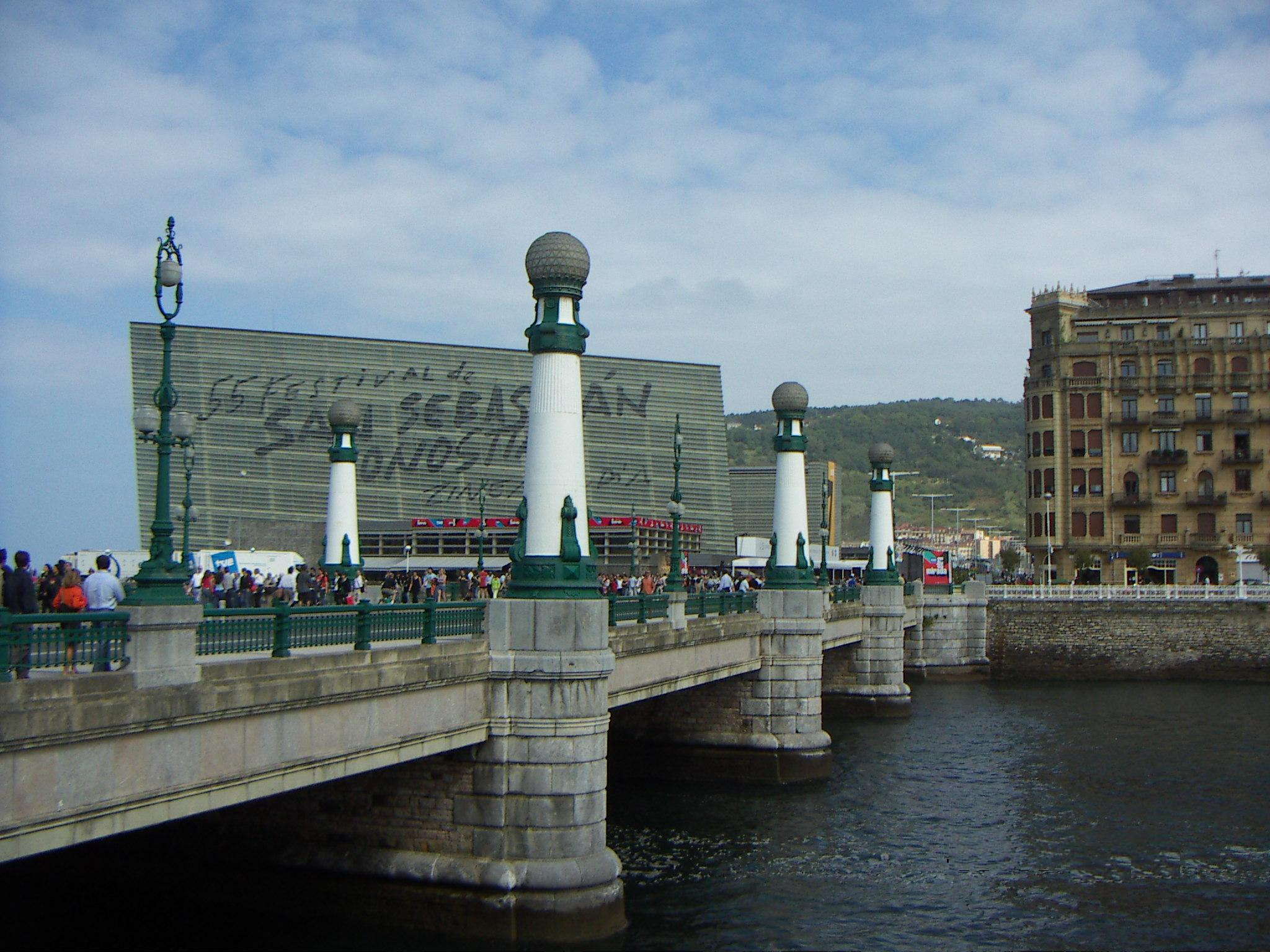
クルサールとクルサール橋